# Joseph Brooks
Joseph Brooks, ursprungligen Kaplan, född 11 mars 1938 i New York, död där 22 maj 2011, var en amerikansk manusförfattare, regissör, kompositör och filmproducent. Han skrev sången You Light Up My Life för filmen You Light Up My Life 1977. Sången tilldelades en oscarsstatyett vid Oscarsgalan 1978.
Brooks begick självmord 2011.